# Fashion victim

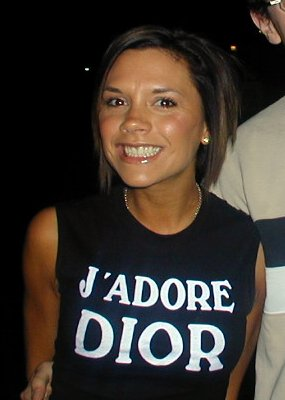
Victoria Beckham, paradigma de una fashion victim.

Fashion victim (en español: 'Víctima de la moda') es un anglicismo que designa a una persona que sobrepasa los límites comunes de vestir a la moda. Es un término que se supone acuñado por Óscar de la Renta  y es utilizado para identificar a una persona que es incapaz de identificar los límites generalmente reconocidos de estilo.
Se les considera víctimas de la moda porque son vulnerables a las modas pasajeras y al materialismo, dos excesos de la moda generalmente reconocidos, y por lo tanto están a merced de los prejuicios de la sociedad o de los intereses comerciales de la industria de la moda (o de ambos). Según Versace "Cuando una mujer cambia su imagen demasiado de una temporada a otra, es porque se ha convertido en una víctima de la moda".
Las víctimas de la moda, dada su debilidad para marcarse límites,  gastan grandes cantidades de dinero en productos y marcas de lujo esperando que la imagen que proyectan sea proporcional al coste de esas prendas.

## Materialismo
Mantenerse al día con la moda es a menudo muy costoso. Los vestuarios caros indican que la persona que los lleva posee un elevado nivel adquisitivo, pero estos vestuarios caros no son necesariamente "cool" ni consiguen lo que se conoce como "estilo".

Las marcas de diseñador forman parte importante de la identificación con la moda y estilo y nos hemos acostumbrado a la aceptación social que supone el uso de determinados logos y etiquetas. Estas muchas veces migran desde el interior de la prenda a su exterior, de la manera más visible posible e identificable, convirtiendo a sus portadores en anuncios andantes.
También es usual que se asocien a marcas de diseño, con  calidad de fabricación y precio más elevado. Estos productos de calidad suelen comercializarse dando a entender que el portador automáticamente posee características personales de calidad. Los diseñadores han identificado este hecho y en algunos casos son capaces de aprovecharlo para pedir precios exorbitantes, desproporcionados al coste de fabricación. Ejemplos de marcas que utilizan este fenómeno para su bien financiero son marcas de prestigio tales como Versace , Gucci y Burberry , los fabricantes de perfume como Chanel y Guerlain y fabricantes de joyería y relojes como Rolex y Bulgari.

Las víctimas de la moda, tienen una incapacidad para reconocer las fronteras, pueden aspirar hasta el extremo de lo que está disponible, la búsqueda de productos caros (o copias de estos productos), en la creencia de que la pantalla externa de esos artículos les proporcionara admiración por parte de la sociedad. Algunas publicaciones y revistas que promueven este "concepto" de la ropa te dará prestigio y admiración son Cosmopolitan, Vogue, Harper's Bazaar, entre otras.